# Phlyctaenodes
Phlyctaenodes is een geslacht van kevers uit de familie van de boktorren (Cerambycidae). De wetenschappelijke naam van het geslacht werd voor het eerst geldig gepubliceerd in 1840 door Edward Newman.

## Soorten
- Phlyctaenodes pustulata (Hope, 1841)
- Phlyctaenodes pustulosa Newman, 1840